# Zala 421-22
Zala 421-22 – rosyjski dron VTOL w układzie wielowirnikowym, opracowany przez firmę Zala Aero Group. 

## Historia
Dron został zaprezentowany publicznie w 2013 r. na wystawie „Zintegrowane bezpieczeństwo 2013” (ros. „Комплексная безопасность 2013”). W zastosowaniach cywilnych przewidziano użycie maszyny do transportu ładunków. Producent pracował nad własnym projektem „ZALA DRONE DELIVERY”, który przewidywał dostarczanie paczek bezpośrednio do domu klienta. Dla celów wojskowych producent proponuje wyposażenie maszyny w czujniki i kamery o masie nie przekraczającej 2 kg. Ponadto na jego pokładzie może być zainstalowany system ostrzegania „Alarm-1” pozwalający na nadawanie komunikatów głosowych na obszarze o promieniu 500 metrów z głośnością ponad 60 decybeli. Koncern ZALA proponował dostawy drona Ministerstwu Spraw Wewnętrznych i Ministerstwu ds. Sytuacji Nadzwyczajnych Rosji.

## Konstrukcja
Dron jest zbudowany w układzie ośmiowirnikowej konstrukcji z centralnym kadłubem. Jego konstrukcja umożliwia lot nawet w przypadku utraty kilku wirników, żywotne systemy odpowiadające za sterowanie są zwielokrotnione. Przygotowanie maszyny do startu zajmuje obsłudze ok. 10 minut, do startu i lądowania nie wymaga pasa startowego. Może wykonywać loty przy wietrze dochodzącym do 15 m/s i temperaturach do -40 °C. Zainstalowane wyposażenie umożliwia lot na minimalnej wysokości, dron potwierdza dostarczenie ładunku za pomocą zdjęć i filmów. Konstrukcja pozwala na jej składanie w celu ułatwienia transportu. W pozycji złożonej (z baterią) dron ma wymiary 1065 × 1065 × 240 mm. Zasilanie zapewniają dwie baterie o pojemności 10 000 mAh każda.